# Acide chlorhydrique
Cet article possède un paronyme, voir Acidcloridrix.
Cet article concerne le chlorure d’hydrogène en solution. Pour le gaz, voir Chlorure d'hydrogène.
Pour les articles homonymes, voir HCL.
L'acide chlorhydrique (aussi anciennement appelé acide muriatique) est une solution de chlorure d'hydrogène dans l'eau. Le chlorure d'hydrogène, un acide fort, est un gaz diatomique de formule chimique HCl qui s'ionise totalement en solution aqueuse pour donner toute une variété d'espèces chimiques, notamment des anions chlorure Cl− et des cations hydronium H3O+, ces derniers étant en moyenne solvatés par cinq molécules d'eau ; diverses variétés d'ions oxonium sont également présents parmi les solutés. Il se présente sous la forme d'un liquide incolore d'aspect aqueux à l'odeur piquante très reconnaissable. L'acide concentré est très corrosif, avec des émanations ou « fumées » toxiques, et il doit être manié avec précaution ; il peut avoir un pH inférieur à -1.
L'acide chlorhydrique est le principal constituant des acides gastriques. Cet acide minéral est couramment utilisé comme réactif dans l'industrie chimique. Il est essentiellement produit comme précurseur du chlorure de vinyle destiné à la fabrication du PVC. Dans l'industrie agroalimentaire, il est utilisé comme additif alimentaire et pour la production de gélatine. Son utilisation domestique, sous forme diluée, se résume à l'entretien des installations sanitaires afin d'en éliminer les dépôts de calcaire.
L'acide chlorhydrique est aussi connu sous le nom d’acide muriatique ou d’esprit de sel, et ce déjà bien avant la découverte du chlore, car il était produit au XVe siècle par Basile Valentin à partir de sel gemme NaCl et de sulfate de fer(II) FeSO4 (le « vitriol vert »), et au XVIIe siècle par l'Allemand Johann Rudolf Glauber à partir de sel de table et d'acide sulfurique H2SO4. Il aurait été découvert par l'alchimiste Jabir ibn Hayyan aux alentours de l'an 800. L'acide muriatique est une espèce chimique qui a été fréquemment utilisée depuis les débuts de la chimie. Au Moyen Âge, sous le nom d'« esprit de sel » qui dénote la proximité avec le sel marin NaCl, il était utilisé par les alchimistes dans leur quête de la pierre philosophale (ou acidum salis). Après Glauber, il fut ensuite encore plus communément utilisé au laboratoire de chimie, notamment au tournant du XVIIIe et XIXe siècles par des scientifiques tels que Priestley ou Davy qui contribuèrent à établir la chimie moderne.

## Histoire

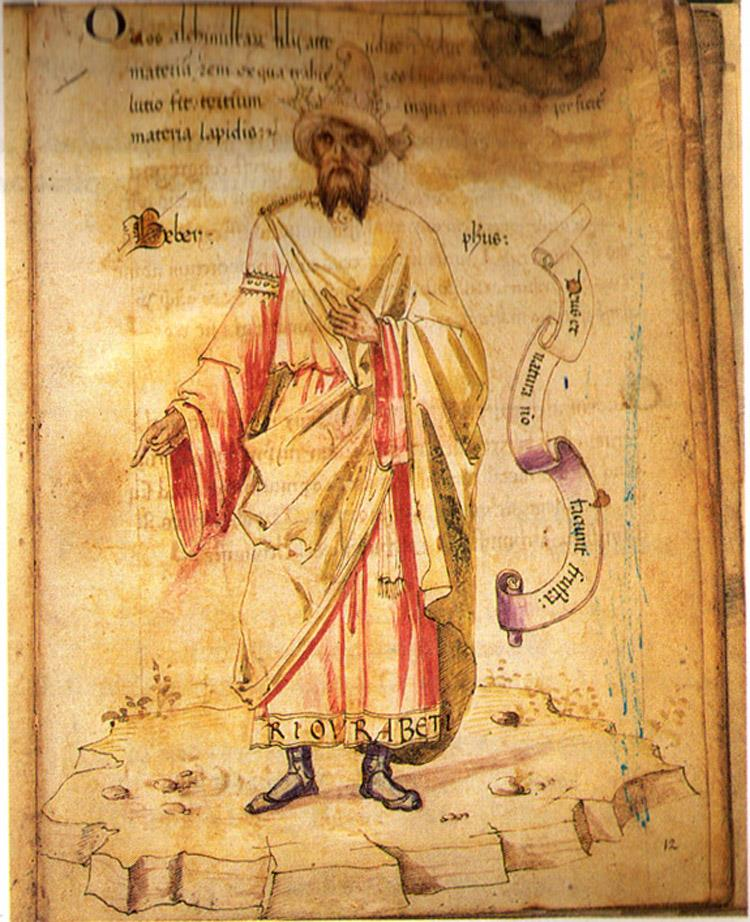
Jabir ibn Hayyan, manuscrit du XVe siècle.

L'acide chlorhydrique a été découvert au voisinage de l'an 800 par l'alchimiste Jabir ibn Hayyan, qui l'obtint en mélangeant du sel (chlorure de sodium, NaCl) et du vitriol (acide sulfurique, H2SO4) en solution.
Au Moyen Âge, les alchimistes européens connaissaient l'acide chlorhydrique sous le nom d’esprit de sel ou acidum salis. La vapeur, le chlorure d'hydrogène, est le gaz acide marin. L'ancien nom acide muriatique possède la même origine : muriatique signifie « appartenant au sel ou à l'eau de mer », et le nom est parfois encore utilisé. Basilius Valentinus, l'abbé-alchimiste de l'abbaye d'Erfurt (Allemagne), en produisit une quantité importante au XVe siècle.
Au XVIIe siècle, Johann Rudolf Glauber de Karlstadt am Main (Allemagne) utilise du sel, NaCl, et de l’acide sulfurique pour préparer du sulfate de sodium (Na2SO4), produisant ainsi du chlorure d’hydrogène gazeux, HCl. Joseph Priestley de Leeds prépare du chlorure d’hydrogène pur en 1772, et en 1818 Humphry Davy de Penzance (Royaume-Uni) démontre que ce produit chimique est constitué d'hydrogène et de chlore.
Au cours de la révolution industrielle, la demande de substances alcalines, et notamment de carbonate de sodium, augmente fortement en Europe, et le procédé industriel mis au point par Nicolas Leblanc permet une production bon marché à grande échelle en tant que produit secondaire. Dans le procédé Leblanc, du sel est transformé en carbonate de sodium, en utilisant comme réactifs de l’acide sulfurique, de la craie et du charbon, avec également une production secondaire de chlorure d'hydrogène gazeux. Jusqu'à ce que la promulgation en 1863 de l'Alkali Act l'interdise au Royaume-Uni, le chlorure d'hydrogène est relâché dans l'air. À la suite de cette interdiction, les producteurs de carbonate de sodium sont contraints de dissoudre le gaz dans l'eau, produisant ainsi de l'acide chlorhydrique à l'échelle industrielle.
Lorsque le procédé Leblanc est remplacé au début du XXe siècle par le procédé Solvay, sans production secondaire d'acide chlorhydrique, celui-ci s'était d'ores et déjà imposé comme un réactif chimique important pour un grand nombre d'applications. Son intérêt commercial contribua à l'émergence d'autres techniques de production, qui sont toujours utilisées à l'heure actuelle (voir dans la suite).
L'acide chlorhydrique est cité comme un précurseur dans la Table 2 de la convention de 1988 contre le trafic de drogues, du fait de son utilisation dans la synthèse d'héroïne et de cocaïne.

## Chimie

Modèle moléculaire du chlorure d'hydrogène.

Le chlorure d'hydrogène (HCl(g)), sous forme gazeuse, est un monoacide qui se dissocie (s'ionise) dans l'eau pour donner un ion H+ (un proton). L'autre ion formé lors de la dissociation est l'ion chlorure Cl−. En solution aqueuse, l'ion H+ se lie à une molécule d'eau pour former un ion oxonium H3O+. En effet, la molécule d’eau est sensiblement polarisée et peut former une liaison faible avec le noyau hydrogène de la seconde molécule fortement polarisée, laquelle libère alors l’ion chlorure qui conserve l’électron issu de l’hydrogène :
HCl(g) + H2O(l) → H3O+
(aq) + Cl−
(aq).
L'acide chlorhydrique peut donc être utilisé pour préparer des sels dits chlorures, par exemple le chlorure de sodium NaCl(s). L'acide chlorhydrique est un acide fort : il est totalement dissocié dans l'eau.
Des deux ions H3O+ et Cl− résultants de cette hydratation du chlorure d'hydrogène, l’ion chlorure n'est plus polarisé spatialement (mais reste légèrement réactif face à un autre composé réductible présent dans la solution), alors que l'ion oxonium distribue équitablement les deux électrons issus des atomes hydrogène de l'eau autour des trois noyaux d'hydrogène de l'ion oxonium, dans une configuration faiblement polarisée spatialement (et beaucoup plus stable que celle du chlorure d’hydrogène). Cette faible polarisation spatiale de l'ion oxonium peut toutefois encore former une liaison faible avec une autre molécule d'eau à son voisinage, en phase liquide ou dans un cristal (glace d'acide chlorhydrique). Ces liaisons faibles opportunes font apparaître, temporairement en phase liquide, des complexes quasi-quadrivalents mais très instables autour du noyau d'oxygène, en formant avec l'eau ou ses rares ions hydrogène des liaisons plus fiables que celles liant deux molécules d'eau en phase liquide ; ces complexes sont capables de libérer alors très facilement n'importe lequel des 4 noyaux d’hydrogène résultant de cette association, ce qui lui confère son caractère de solution acide très réactive, notamment sur un métal ou un composé organique.
Un autre impact de la présence accrue des ions oxonium dans la solution (en phase liquide) est que leur hydratation opportune et instable entraîne une augmentation de la viscosité (1,53 mPa s à 25 °C) de la solution par rapport à l'eau pure (proche de 1,00 mPa s à la même température), dont les chaines de liaison faibles entre molécules d'eau sont facilement perturbées et cassées de façon plus aléatoire, ce qui augmente aussi la capacité de l'eau fluidifiée à traverser des membranes poreuses (plus vite que l'acide chlorhydrique moins fluide, dont les ions oxonium très réactifs réagiront au contraire plus facilement avec la membrane qu'ils peuvent détruire en augmentant la porosité, ce qui facilite ensuite le passage de l'acide), cette eau liquide au voisinage immédiat de l'acide forme des chaines moléculaires plus courtes. Les solutions d'acide chlorhydriques sont donc très pénétrantes.
Les glaces d'acide chlorhydrique forment également des cristaux plus fins et plus facilement fragmentés que ceux de la glace d'eau pure (à conditions de glaciation égales) et seront les premières à fondre (à une température légèrement plus basse) ; la température de glaciation de l'acide chlorhydrique et la quantité relative de glace formée dépend de la concentration en acide de la solution, mais cette différence n'est pas notable pour les solutions usuelles ou les solutions gastriques (insuffisamment concentrées en dépit du pH fortement acide). Cependant c'est l'eau pure de la solution qui gèlera la première (à 0 °C et non à −30 °C pour la solution d'acide chlorhydrique en concentration molaire), ce qui peut alors dégager le chlorure d'hydrogène gazeux qui se réhydrate dans la fraction non gelée de l'eau surnageante (sauf en cas de surgélation brutale à température très froide pour bloquer les recombinaisons et exfiltrations de soluté à travers les glaces en formation), dont la concentration en acide augmente par conséquent. Cette particularité permet aussi à certaines bactéries acidophiles de résister à des températures très basses où elles devraient geler assez brutalement et exploser (par exemple lors de la congélation qui ne détruit pas les bactéries présentes dans les sucs gastriques, qui doivent absolument être éliminés des aliments par lavage avant congélation, car ces bactéries peuvent rester actives et encore se multiplier dans l'aliment pourtant gelé).

Titrage acide-base.

Les monoacides possèdent une seule constante de dissociation acide, Ka, qui est liée au taux de dissociation de l'acide dans l'eau. Pour un acide fort comme HCl, le Ka est très élevé (> 1). Des tentatives ont été faites pour assigner une constante Ka à HCl. Lorsqu'un sel de chlorure comme NaCl(s) est ajouté à HCl aqueux, il n'a pratiquement aucun effet sur le pH, ce qui indique que l'ion Cl− est une base conjuguée extrêmement faible et que HCl est totalement dissocié en solution aqueuse. Pour des solutions d'acide chlorhydrique concentrées ou intermédiaires, l'hypothèse que la molarité des ions H+ (pratiquement tous hydratés) est égale à la molarité d'HCl avant sa solution est excellente, avec un accord de quatre chiffres significatifs.
Parmi les acides forts courants en chimie, tous inorganiques, l'acide chlorhydrique est le monoacide le moins susceptible de subir une réaction d'oxydoréduction parasite. Il est l'un des acides les moins dangereux à manipuler : en dépit de son acidité, il produit des ions chlorure très peu réactifs et non toxiques. Les solutions d'acide chlorhydrique moyennement concentrées sont stables et leur concentration ne varie pas dans le temps. Ces propriétés, alliées au fait qu'il est disponible comme réactif pur, font de l'acide chlorhydrique un très bon réactif acide ou un très bon acide pour le titrage de solutions basiques de concentrations inconnues. Les acides forts sont utiles pour le titrage parce qu'ils donnent des points d'équivalence plus marqués, rendant les résultats plus précis. L'acide chlorhydrique est fréquemment utilisé en analyse chimique ou pour dissoudre des échantillons en vue d'analyse. Les solutions d'acide chlorhydrique concentrées peuvent dissoudre certains métaux en formant des chlorures d'oxydes métalliques et du dihydrogène gazeux. Il est également utilisé comme catalyseur acide dans certaines réactions chimiques.
Au cours de la révolution industrielle, l'acide chlorhydrique devint un réactif chimique industriel important utilisé dans de nombreuses applications, notamment pour la production à grande échelle de composés organiques comme le chlorure de vinyle pour le PVC, ou comme le 4,4'-MDI/Diisocyanate de toluène pour le polyuréthane, ainsi que pour des applications à plus petite échelle comme la production de gélatine ou le traitement du cuir. La production d'acide chlorhydrique avoisine à l'heure actuelle les vingt millions de tonnes par an (estimation en légère augmentation).

### Propriétés physiques
Les propriétés physiques de l'acide chlorhydrique, telles que les points d'ébullition ou de fusion, dépendent de la concentration ou de la molarité d'HCl en solution aqueuse. Elles varient depuis les propriétés physiques de l'eau pour 0 % de HCl jusqu'à celles de l'acide chlorhydrique fumant pour des fractions supérieures à 40 % de HCl.
| Pourcentage massique d'HCl (% massique) | Concentration massique (kg d'HCl/m3 de solution) | Masse volumique de la solution (kg/L) | Molarité (mol/L) | pH   | Viscosité (mPa s) | Chaleur spécifique (kJ kg−1 K−1) | Pression de vapeur (kPa) | Point d'ébullition (°C) | Point de fusion (°C) |
| --------------------------------------- | ------------------------------------------------ | ------------------------------------- | ---------------- | ---- | ----------------- | -------------------------------- | ------------------------ | ----------------------- | -------------------- |
| 10                                      | 104,80                                           | 1,048                                 | 2,87             | –0,5 | 1,16              | 3,47                             | 1,95                     | 103                     | –18[réf. nécessaire] |
| 20                                      | 219,60                                           | 1,098                                 | 6,02             | –0,8 | 1,37              | 2,99                             | 1,40[réf. nécessaire]    | 108                     | –59                  |
| 30                                      | 344,70                                           | 1,149                                 | 9,45             | –1,0 | 1,70              | 2,60                             | 2,13                     | 90                      | –52                  |
| 32                                      | 370,88                                           | 1,159                                 | 10,17            | –1,0 | 1,80              | 2,55                             | 3,73                     | 84                      | –43                  |
| 34                                      | 397,46                                           | 1,169                                 | 10,90            | –1,0 | 1,90              | 2,50                             | 7,24                     | 71                      | –36                  |
| 36                                      | 424,44                                           | 1,179                                 | 11,64            | –1,1 | 1,99              | 2,46                             | 14,5                     | 61                      | –30                  |
| 38                                      | 451,82                                           | 1,189                                 | 12,39            | –1,1 | 2,10              | 2,43                             | 23,8                     | 48                      | –26                  |

L'acide chlorhydrique en tant que mélange binaire de HCl et H2O possède un azéotrope en ébullition à 108,6 °C pour une fraction de 20,2 % HCl. En cristallisation, il possède quatre eutectiques pour former les cristaux de HCl·H2O (68 % HCl), HCl·2H2O (51 % HCl), HCl·3H2O (41 % HCl) et HCl·6H2O (25 % HCl) et de glace (0 % HCl).

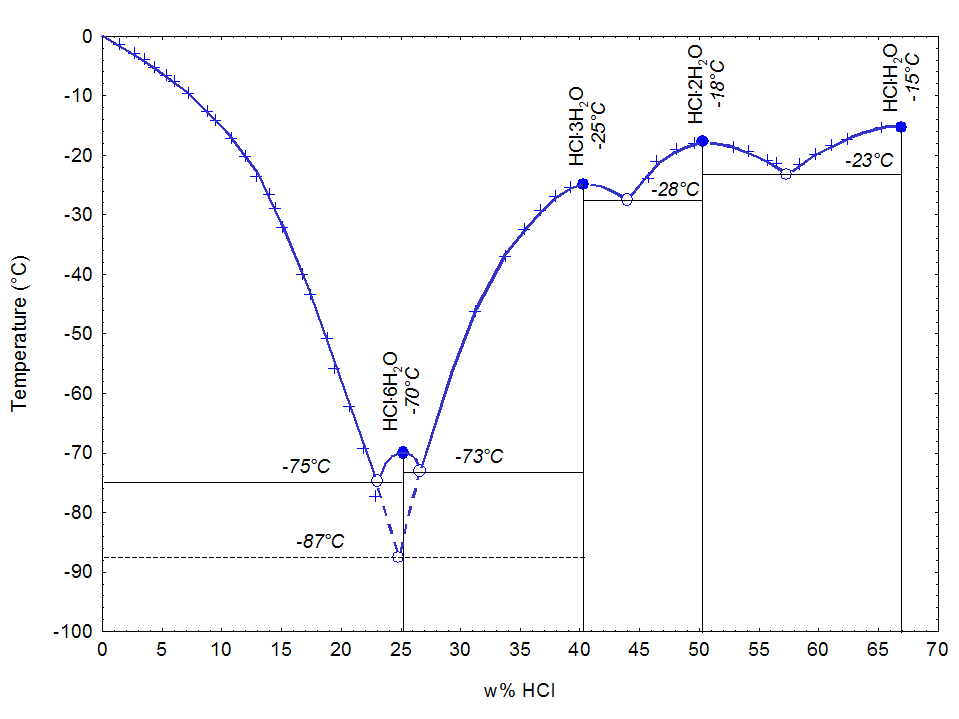
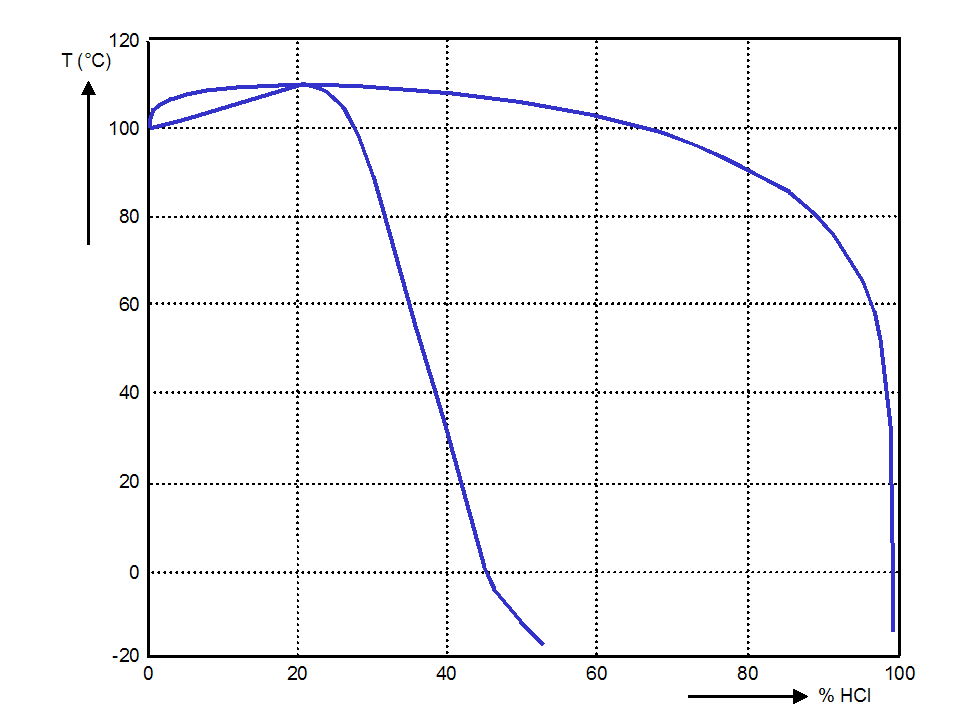

### Synthèse

#### Réaction entre le dichlore et le dihydrogène
Le dichlore gazeux réagit avec le dihydrogène pour produire du chlorure d'hydrogène gazeux. Ce dernier est ensuite absorbé dans l'eau.
Cl2 (g) + H2 (g) → 2 HCl(g).
La réaction a lieu dans un brûleur : les deux gaz sont acheminés dans une chambre de combustion où ils réagissent en présence d'une flamme qui permet une température supérieure à 2 000 °C. L'absence d'humidité dans les réactifs est primordiale, car la vapeur d'eau permet au chlorure d'hydrogène formé de corroder l'installation. Pour éviter cette corrosion, une installation en silice ou en graphite est nécessaire. Le mélange hydrogène et chlore étant explosif, il faut s'assurer que la réaction est complète. Pour ce faire un léger excès d'hydrogène (1-2 %) est utilisé, ce qui assure un produit exempt de toute trace de chlore.
D'autres procédés basés sur le même principe « brûlent » du carbone (coke) ou du dioxyde de soufre en présence de chlore et de vapeur d'eau.
2 Cl2 + 2 H2O + C → 4 HCl + CO2 ;
Cl2 + 2 H2O + SO2 → 2 HCl + H2SO4.

#### Réaction entre chlorures et acide sulfurique
Cette voie de synthèse appelée aussi procédé au sulfate est un grand consommateur d'énergie et son importance diminue actuellement dans la production du chlorure d'hydrogène. L'acide sulfurique réagit en deux étapes avec le sel contenant le chlorure :
MCl + H2SO4 → MHSO4 + HCl ;
MCl + MHSO4 → M2SO4 + HCl.
La première réaction a lieu à 150 à 300 °C, alors que la deuxième étape nécessite une température d'environ 550 à 600 °C et un excès de sel.
Le procédé Mannheim et le procédé Berlin sont deux exemples de production utilisant cette voie de synthèse.

#### Coproduit de la chloration et de la fluoration
La majeure partie de la production d'acide chlorhydrique est liée à la chloration de composés organiques notamment la production de chlorure de vinyle à partir de 1,2-dichloroéthane. Il s'agit souvent d'une production intégrée, c'est-à-dire que le flux gazeux de chlorure d'hydrogène quitte l'installation de chloration pour être utilisé dans une autre installation chimique. Il s'agit d'une réaction de substitution d'un atome d'hydrogène par un atome de chlore provenant du dichlore. L'atome d'hydrogène ainsi libéré se recombine pour former le chlorure d'hydrogène.
R–H + Cl2 → R–Cl + HCl.
La récupération de l'acide s'effectue par condensation des composés chlorés, par distillation fractionnée des produits issus de la chloration après liquéfaction ou par absorption dans l'eau du chlorure d'hydrogène.
Une voie de synthèse de la fluoration permet la production de d'acide chlorhydrique. La réaction est semblable à la chloration, mais cette fois c'est un atome de chlore préalablement fixé sur le substrat qui est substitué par un atome de fluor. Cette réaction est notamment utilisée pour la fluoration de chlorofluoroalcanes, de composés aromatiques et d'hétérocycles.
R–Cl + HF → R–F + HCl.
L'utilisation de catalyseurs est souvent nécessaire pour les cas de multifluoration : les halogénures d'antimoine sont les plus usités en phase liquide alors qu'en phase gazeuse ce sont les sels de fluor tels le fluorure d'aluminium ou le fluorure de chrome.
Le chlorure d'hydrogène gazeux obtenu est soit réutilisé directement, soit dissous dans de l'eau pour former de l'acide chlorhydrique.

#### Incinération de déchets chlorés
Les composés organiques chlorés correspondent à une classe de déchets toxiques notamment liés à une faible biodégradabilité. L'incinération est la méthode la plus utilisée pour neutraliser de telles substances. La combustion a lieu à des températures supérieures à 1 000 °C dans des installations réfractaires en présence d'excès d'oxygène. Les gaz de combustion contenant de l'eau, du gaz carbonique et du chlorure d'hydrogène sont refroidis via un refroidissement à l'eau par contact direct. L'acide est récupéré par absorption dans l'eau.
{\displaystyle \mathrm {C} _{x}\mathrm {H} _{y}\mathrm {Cl} _{z}+a\mathrm {O} _{2}\longrightarrow x\mathrm {CO} _{2}+{\frac {y-z}{2}}\mathrm {H_{2}O} +z\mathrm {HCl} }

### Marché industriel
L'acide chlorhydrique est produit en solution jusqu'à des concentrations de 38 % HCl. Des concentrations plus élevées sont possibles d'un point de vue chimique, mais l'évaporation est alors importante et tant le stockage que la manipulation demandent des précautions supplémentaires, telles des températures basses ou une mise sous pression. Les solutions produites pour l'industrie ont donc des concentrations voisines de 30  à   34 % HCl, optimisées pour le transport de manière à limiter les pertes par évaporation. Les solutions pour un usage domestique (principalement dans les produits d'entretien) ont généralement des concentrations de l'ordre de 10 à 12 % HCl, pour lesquelles il est toutefois recommandé de diluer de nouveau avant utilisation.
Les principaux fabricants d'acide chlorhydrique dans le monde sont notamment Dow Chemical avec 2 millions de tonnes par an, ainsi que Formosa plastics, Georgia gulf corporation, Tosoh corporation, AkzoNobel et Tessenderlo avec des productions comprises entre 0,5 et 1,5 million de tonnes par an. La production mondiale totale est estimée à 20 millions de tonnes par an, dont environ 3 millions de tonnes par synthèse directe et le complément comme produit secondaire de réactions organiques. La plus grande partie de la production est utilisée directement par le producteur : le marché mondial « externe » est estimé à 5 millions de tonnes par an.

## Utilisations
L'acide chlorhydrique est un acide inorganique très fort, utilisé dans un grand nombre de procédés industriels. La qualité du produit utilisé dépend généralement de l'application envisagée. Cet acide sert à la fabrication d'engrais, de chlorures et de sels métalliques divers. De plus, on l'utilise pour le décapage et le détartrage des métaux.

### Productions de composés organiques
La majeure partie de l'acide chlorhydrique est utilisée pour la production de composés organiques tels que le chlorure de vinyle pour le PVC ou le 4,4'-MDI/Diisocyanate de toluène pour le polyuréthane. Cette utilisation fonctionne fréquemment sur un mode captif, c'est-à-dire avec une utilisation d'acide chlorhydrique fabriqué localement. Parmi les autres composés organiques dont la fabrication nécessite de l'acide chlorhydrique, on peut citer le bisphénol A pour les polycarbonates, le charbon actif et l'acide ascorbique (vitamine C), ainsi que de nombreux produits pharmaceutiques.

### Régénération d'échangeurs d'ions
Une utilisation importante de l'acide chlorhydrique de haute qualité est la régénération de résines échangeuses d'ions. L'échange de cations est couramment utilisé pour retirer des ions dont notamment Na+ ou Ca2+ de solutions aqueuses pour produire de l'eau déminéralisée :
- Na+ est remplacé par H3O+
- Ca2+ est remplacé par 2 H3O+

Les résines échangeuses d'ions et l'eau déminéralisée ainsi obtenue sont très utilisées dans l'industrie chimique, la production d'eau potable ou l'industrie agroalimentaire.

### Neutralisation et contrôle du pH
L'acide chlorhydrique est couramment utilisé pour réguler l'acidité (pH) de solutions :
H3O+
(aq) + OH−
(aq)  {\displaystyle \rightleftharpoons }  2 H2O(aq).
Dans les industries nécessitant une pureté élevée (industrie pharmaceutique, agroalimentaire, ou de production d'eau potable), le contrôle du pH de l'eau utilisée dans les procédés est effectué avec de l'acide chlorhydrique de haute qualité. Dans les industries moins sensibles, de l'acide chlorhydrique de qualité technique est utilisé pour neutraliser l'eau rejetée, ou pour les traitements de piscines.

### Décapage des aciers
Le décapage est une étape essentielle dans le traitement de surface d'un métal, le plus souvent du fer ou de l'acier, pour retirer la couche d'oxyde avant de lui faire subir une extrusion, une galvanisation ou tout autre procédé. Le réactif le plus couramment utilisé pour le décapage des aciers carbone est l'acide chlorhydrique de qualité technique, de concentration généralement voisine de 18 % HCl.
{\displaystyle \mathrm {Fe_{2}O_{3(s)}+Fe_{(s)}+6\,(H_{3}O_{(aq)}^{+},Cl_{(aq)}^{-})\longrightarrow 3\,(Fe_{(aq)}^{2+},2\,Cl_{(aq)}^{-})+9\,H_{2}O_{(l)}} }
Le produit de la réaction a longtemps été réutilisé en tant que solution de chlorure de fer(II), mais les concentrations importantes de métaux lourds tendent à faire disparaître cette utilisation.
L'industrie métallurgique a développé dans les dernières années un procédé de régénération de l'acide chlorhydrique permettant de récupérer l'acide utilisé lors du décapage. L'un des procédés de régénération les plus courants est le procédé Dependeg :
{\displaystyle \mathrm {4\,(Fe_{(aq)}^{2+},2\,Cl_{(aq)}^{-})+12\,H_{2}O_{(l)}+O_{2(g)}\longrightarrow 8\,(H_{3}O_{(aq)}^{+},Cl_{(aq)}^{-})+2\,Fe_{2}O_{3(s)}} }
De cette manière, l'acide chlorhydrique est utilisé en circuit fermé. L'oxyde de fer produit par le procédé de régénération constitue par ailleurs un produit secondaire valorisable dans l'industrie.
L'acide chlorhydrique n'est pas un réactif de décapage couramment utilisé dans le cas des aciers inoxydables (on utilise plutôt des solutions à base d'acide fluorhydrique).

### Production de composés inorganiques
L'acide chlorhydrique peut être utilisé pour produire un grand nombre de composés inorganiques au cours de réactions de type acido-basique, notamment des produits de traitement de l'eau tels que le chlorure de fer(III) ou le chlorure d'aluminium.
{\displaystyle \mathrm {Fe_{2}O_{3(s)}+Fe_{(s)}+6\,(H_{3}O_{(aq)}^{+},Cl_{(aq)}^{-})\longrightarrow 2\,(Fe_{(aq)}^{3+},3\,Cl_{(aq)}^{-})+9\,H_{2}O_{(l)}} }
Le chlorure de fer(III) et le chlorure d'aluminium sont utilisés comme agents coagulants ou floculants dans des traitements d'effluents, la production d'eau potable ou la production de papier.
Parmi d'autres composés inorganiques produits avec de l'acide chlorhydrique, on peut citer le chlorure de calcium (CaCl2) pour le salage des routes, le chlorure de nickel(II) (NiCl2) pour l'électrodéposition, ou le chlorure de zinc (ZnCl2) pour la galvanisation ou la production de batteries.

### Autres utilisations
L'acide chlorhydrique est un produit chimique fondamental utilisé également dans un grand nombre d'applications à petite échelle, telles que le traitement du cuir ou la construction, ou en tant que nettoyant domestique. De plus, la production de pétrole peut être facilitée en injectant de l'acide chlorhydrique dans les formations rocheuses constituant le puits de pétrole, ce qui permet de dissoudre une partie de la roche et de former une structure poreuse. L'acidification est un procédé couramment utilisé pour la production pétrolière en mer du Nord.
L'acide chlorhydrique est utilisé à des fins de détartrant en dissolvant le calcaire (majoritairement fait de carbonate de calcium CaCO3) présent sur la surface de pièces fréquemment au contact de l'eau (toilette, éviers, etc.), selon la réaction suivante :
CaCO3 + 2 HCl → CO2 + H2O + CaCl2.
De nombreuses transformations chimiques mettant en œuvre de l'acide chlorhydrique sont également utilisées pour la production d'ingrédients alimentaires ou d'additifs alimentaires. On peut notamment citer l'aspartame, le fructose, l'acide citrique, la lysine, les protéines hydrolysées et la gélatine. L'acide chlorhydrique utilisé est alors de qualité extra-pure. En tant qu'additif, il correspond au code européen E507.
L’acide chlorhydrique est également utilisé dans les systèmes de refroidissement atmosphérique de certaines centrales nucléaires.
Enfin, il est utilisé pour nettoyer des minéraux tels que les quartz, l'acide dissolvant les salissures (fer…) qui voilent les cristaux.

## L'acide chlorhydrique et les organismes vivants

### Physiologie
L'acide chlorhydrique est le principal constituant des acides gastriques. Il est donc présent dans l'estomac où il contribue à la digestion des aliments. Il est sécrété par les cellules pariétales (également connues sous le nom de cellules oxyntiques) au cours d'un mécanisme complexe mettant en jeu une importante quantité d'énergie. Ces cellules contiennent un réseau de sécrétion important (appelé canaliculi), depuis lequel l'acide chlorhydrique est sécrété dans l'estomac. Elles font partie des glandes épithéliales de l'estomac.

### Pathophysiologie et pathologie
Les mécanismes qui préviennent les dommages de l'épithélium digestif par l'acide chlorhydrique sont les suivants :
- une rétroaction négative des sécrétions d'acide ;
- une fine couche de mucus couvrant l'épithélium gastrique ;
- la sécrétion de bicarbonate de sodium par les cellules épithéliales de l'estomac et du pancréas ;
- la structure même de l'épithélium gastrique ;
- un afflux sanguin adéquat ;
- les prostaglandines (elles stimulent les sécrétions de mucus et de bicarbonate, maintiennent l'intégrité de la barrière épithéliale, permettent l'afflux sanguin adéquat et stimulent la réparation des membranes muqueuses endommagées).

Lorsque ces mécanismes de protections ne fonctionnent pas, il peut se développer des brûlures d'estomac (ou ulcère). Des médicaments appelés inhibiteurs de la pompe à protons permettent d'empêcher la production excessive d'acide dans l'estomac, tandis que des antiacides permettent de neutraliser les acides présents.
Dans certains cas, la production d'acide chlorhydrique dans l'estomac peut être insuffisante. Cet état pathologique est connu sous le nom d'achlorhydrie (ou hypochlorhydrie). Il peut potentiellement conduire à des gastro-entérites.

### Armes chimiques
Au cours de la Première Guerre mondiale, le phosgène (COCl2), synthétisé à partir de monoxyde de carbone et de chlore pur, était une arme chimique couramment utilisée. Le principal effet du phosgène résulte de la dissolution du gaz dans les membranes muqueuses des poumons où il est converti par hydrolyse en acide carbonique et en acide chlorhydrique. Celui-ci contribue à rompre les membranes alvéolaires et les poumons se remplissent de fluide (œdème pulmonaire).
L'acide chlorhydrique est également en partie responsable des effets du gaz moutarde. En présence d'eau, par exemple à la surface des yeux ou dans les poumons, le gaz moutarde réagit en formant de l'acide chlorhydrique.

## Sécurité
L'acide chlorhydrique fortement concentré forme des vapeurs acides. Ces dernières et la solution d'acide ont toutes deux un effet corrosif sur les tissus humains, et peuvent endommager les organes respiratoires, les yeux, la peau et les intestins. Le dichlore, un gaz très toxique, est produit lorsque l'acide chlorhydrique est mélangé avec des produits chimiques oxydants courants tels que l'eau de Javel (Na+(aq) + ClO−(aq)) ou le permanganate de potassium (KMnO4). Pour minimiser les risques lors de l'utilisation d'acide chlorhydrique, il convient de prendre les précautions appropriées. Par exemple, il ne faut jamais ajouter de l'eau dans l'acide : pour éviter les projections de gouttelettes acides, il convient d'ajouter l'acide dans l'eau. Il est également recommandé de toujours porter des lunettes de sécurité et des gants.
L'ingestion d'acide chlorhydrique peut entraîner une perforation de l'estomac ou de l’œsophage, quelques jours après l'ingestion,.
Certains produits anticalcaires, utilisés notamment pour le nettoyage des WC, contiennent de l'acide chlorhydrique. L'acide chlorhydrique, s'il est rejeté dans l'environnement, participe à l'acidification des sols.

## Domaine culturel

### Littérature
- Agatha Christie utilise l'acide chlorhydrique comme arme du crime dans son roman Meurtre en Mésopotamie[14].